# Villa Scheid

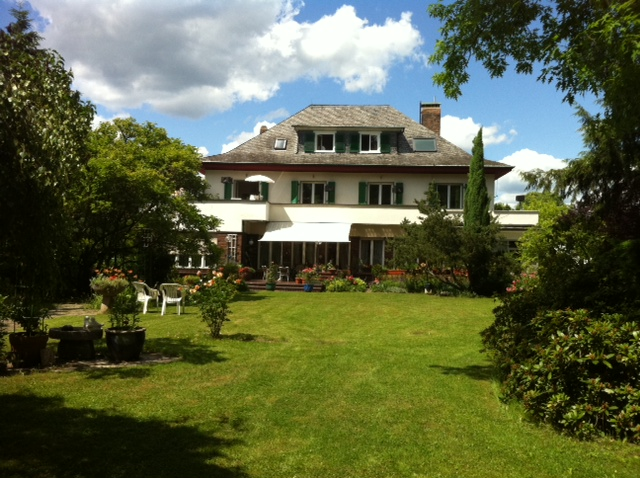
Villa Scheid in Limburg

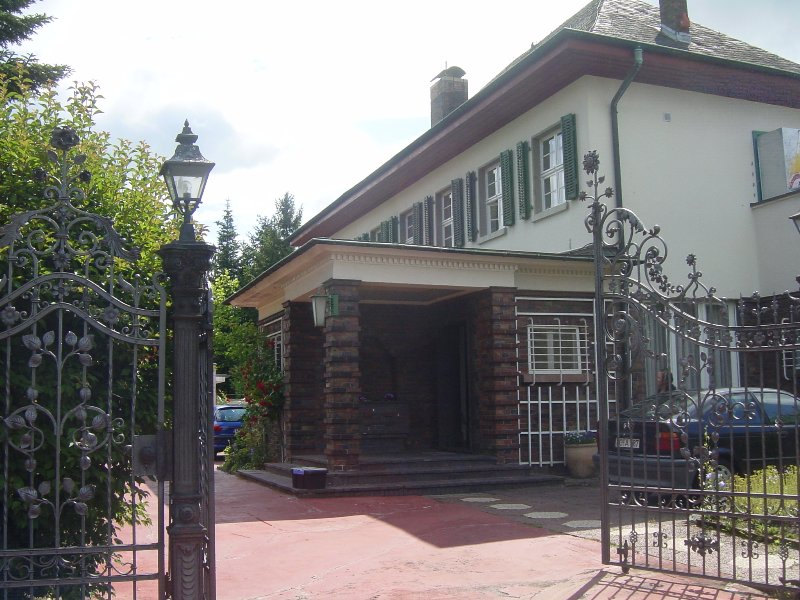
Hofeinfahrt

Die Villa Scheid ist ein großbürgerliches denkmalgeschütztes Wohnhaus in der mittelhessischen Stadt Limburg an der Lahn, In den Klostergärten 4.

## Geschichte
Der Architekt und Unternehmer Otto Scheid plante und errichtete das Gebäude mit dem großen Garten in den Jahren 1931/1932. Viele Gewächse von der ursprünglichen Bepflanzung sind erhalten, u. a. ein Ginkgo-Baum. Das Anwesen steht heute unter Denkmalschutz. Es wird privat genutzt und steht an bestimmten Tagen zur Besichtigung offen.

## Beschreibung
An der Straßenseite befindet sich das ehemalige Werkseinfahrtstor des Unternehmens W. + J. Scheid aus dem Jahre 1875, eine aufwändige Schmiedeeisen-Arbeit. Von der Gartenseite fällt der Blick auf gleichmäßig gegliederte Fenster. Die Fensterachsen sind harmonisch angeordnet. Ein großer Teil des Obergeschosses ist mit Balkonen ausgestattet. Hier gibt es auf dem Boden der Balkone Glaselemente, die nach unten in das Erdgeschoss Licht fallen lassen. Das komplette Erdgeschoss ist mit Klinkern verkleidet. Der Vorbau der Eingangstür ist mit feinem Zahnschnittfries aus Holz unterhalb des Flachdaches hervorgehoben.
Im Garten steht ein größeres Teehaus, das ebenfalls im expressionistischen Stil mit Klinkern verkleidet ist.

## Veranstaltungsort
Der Park, das Teehaus und ein Teil der Villa werden als Ort für private und geschäftliche Veranstaltungen genutzt. Neben Freiluftkonzerten gehören zum Programmangebot u. a. auch Kabarett, ein Englisches Gartenfest und Kunstausstellungen.